# Ralph Ellerker
Pour les articles homonymes, voir Ellerker.
Sir Ralph Ellerker, mort en 1546, est un soldat anglais, chevalier et député.

## Biographie
Ralph Ellerker est le fils aîné de Sir Ralph Ellerker de Risby, Yorkshire, par Anne, fille de Sir Thomas Gower de Stytnam. Le père et le fils sont faits chevaliers par le comte de Surrey à Flodden Field. L'aîné Ellerker participe à l'inutile expédition espagnole de 1512, est écuyer du corps du roi, reçoit un salaire en tant que l'une des lances d'honneur du roi et meurt en 1540. On ne sait pas si c'est lui ou son fils qui a représenté Scarborough au parlement de 1529. Le jeune Ellerker est nommé intendant principal des seigneuries de Cotingham et de Rise en 1522 et, à partir de cette date, il fait souvent partie de la commission de la paix pour l'East Riding. En 1531, il fait partie de la commission royale chargée de réparer les outrages commis dans les marches de l'Ouest, ainsi que d'une commission chargée de réformer les barrages et les pêcheries dans le Yorkshire. En 1533, il est occupé dans le nord à rassembler des troupes et à combattre, et en juillet de cette année-là, il est l'un des commissaires anglais qui concluent une trêve d'un an avec l'Écosse. Il est élu par le comté de York au parlement de 1541. En 1542, il est à la tête d'une commission chargée d'étudier les terrains vagues de la frontière, de décrire l'état de « tous les castells, tours, barmekins et forteresses » et de donner des conseils sur les meilleurs moyens de renforcer les défenses et de peupler le district. Le rapport officiel de cette commission est conservé dans les Harleian MSS (292, ff. 97-123). La même année, Ellerker fait partie du conseil de Calais et, en 1544, il est maréchal de l'armée anglaise à Boulogne lors de la prise de cette ville. Il se distingue en prenant l'écusson du dauphin de France. Il retourne en Angleterre en janvier 1545-1546, mais en avril, il est de nouveau à Boulogne, où il meurt au cours d'une bataille le même mois. Il est inhumé dans l'église Sainte-Marie de Boulogne.

### Mariage et enfant
Il épousa Joan, fille de John ou Thomas Arden, dont il eut un fils, Ralph, qui fut grand shérif en 1529, fut anobli par Henri VII en présentant l'enseigne gagnée en France, et mourut le 1er août 1550.